# Goyo González
Gregorio González Sánchez (Madrid, 15 de setembre de 1962) és un presentador i showman espanyol.

## Trajectòria professional

### Música
En els primers ańos vuitanta, quan encara era estudiant, forma un grup de pop-rock en plena "moguda madrilenya", sent el cantant i compositor de la banda. El grup anomenat Materia Prima, van arribar a gravar un EP de quatre cançons per "La Rana Records", un subsegell de Discos Lollipop, en 1983, amb "Se han atascado las puertas del metro" com a tema destacat, a més de "He cometido un error", "Betty Ye-Ye" i "Gris".

### Ràdio
Llicenciat en Ciències de la Informació, els seus primers contactes amb el periodisme van ser en el món de la ràdio. En aquest mitjà, la seva trajectòria ha estat estretament vinculada a la Cadena SER, on va ingressar en 1983, treballant a Radio Cádiz i Radio Algeciras.
En 1989 es va traslladar a Madrid i va presentar nombrosos programes: Al fresco (1989), Sigue la fiesta (1990), el espacio La verbena de la Moncloa dins del programa Sesión de tarde (1990-1993), La ventana (agost de 1994-1996), Hoy por hoy (estiu boreal de 1998), Carrusel de verano (estiu boreal de 2000), Hoy por hoy Madrid (1996-2006), Carrusel de verano (juny-agost de 2007-2008) i El club de las siete (Radio Madrid).
A la fi de novembre de 2008, la Cadena SER va decidir no renovar per qüestions organitzatives els contractes de Goyo González i set dones, entre els qui es trobava Ana de Toro, ex productora de Carrusel deportivo y Carrusel de verano.
A partir del 5 de setembre de 2011, Goyo González torna a la ràdio amb Protagonistas Madrid, a Punto Radio Madrid. El programa acabaria el març de 2013 quan la cadena deixà d'emetre.
La temporada 2014-2015 va treballar a La Mañana de COPE amb Ángel Expósito.
Des de la temporada 2015-2016 és un dels subdirectors al programa Herrera en COPE amb Carlos Herrera.

### Televisió
A televisió debuta en el programa de TVE A mi manera (1989-1990) que presentaren Jesús Hermida i María Teresa Campos. Després del seu pas pel magazine De 6 a 7, al costat de Concha Galán, continua amb l'equip de María Teresa Campos i s'integra a l'espai Pasa la vida (1991), als matins de la Primera Cadena de TVE. En 1993 de nou amb Concha Galán condueix el magazín El show de la una.
Abandona TVE el 1993 quan és fitxa per Antena 3 per acompanyar Concha Velasco al seu programa, Encantada de la vida (1993-1994). Un any després, comença a treballar a Telecinco sustituïnt Andoni Ferreño al capdavant del concurs La ruleta de la fortuna (1995-1996), que compagina amb l'espai  Uno para todas (1995-1996) i La tarde se mueve (1997) a Telemadrid.
El 1998 torna a Antena 3 per a conduir l'espai De tres en tres i el programa de cambra oculta Im presionante, al costat de Yvonne Reyes. En aquesta època prova sort com a actor i interpreta un petit paper com Perico en la sèrie La casa de los líos. Repetiria incursió al llargmetratge Secretos del corazón (1997) dirigit per Montxo Armendáriz i a la sèrie Diez en Ibiza (2004) de La 1.
Altres programes que ha presentat són el concurs Gran parchís TV (2000) per la FORTA; Punto G (2002) i el magazín Palabras mayores (2003) a Localia Televisión; l'espai gastronòmic El gusto es mío (2006-2008) s la Televisión del Principado de Asturias (TPA) i el concurs Cifras y letras a Canal Sur 2 i Telemadrid (des de 2007) al costat dels experts en lletres Antonio Elegido i en xifres Paz de Alarcón.
El 2010 presenta Las cosas Decasa, un magazín diari produït per al canal temàtic Decasa, dedicat a la decoració, el benestar personal i a les tasques de la llar, així com el programa Xifres i lletres que s'emet a Telemadrid i Canal Sur.
El 30 d'octubre de 2013 interpreta el paper de Mr. Phillips en la recreació de «La guerra dels mons» que es va fer amb grans noms de la ràdio espanyola al teatre Mira de Pozuelo (Madrid).
Entre juny de 2015 i setembre de 2017 va ser el copresentador del programa Aquí en Madrid de Telemadrid.
Des de desembre de 2017 posa veu al programa Pongamos que hablo de Telemadrid que rememora la història d'aquesta cadena.